# Ruger AR-556
A Ruger AR-556 é um rifle semiautomático de estilo AR-15, fabricado pela empresa americana Sturm, Ruger & Co. Introduzida em 2014 como uma AR-15 básica, com várias variantes desde então lançadas, como o AR-556 MPR em 2017 e a pistola AR-556 em 2019. 

## Visão geral
O modelo padrão faz uso de um sistema de gás de comprimento de carabina de 7 polegadas (180 mm) e possui um cano de aço cromo molibdênio 4140 forjado a frio com 1:8 polegadas (200 mm), estrias giratórias e um supressor de flash. O ferrolho é usinado em aço-liga 9310, e o equipamento possui também um protetor de mão estilo CAR-15, sem proteções térmicas de alumínio, uma coronha M4 e um punho de pistola projetado pela própria Ruger. As miras incluídas na compra da arma são uma mira frontal fixa e uma mira traseira retrátil Ruger Rapid Deploy. O design do bloco de gás e do poste de mira é propriedade da Ruger em si e a arma inclui ainda um soquete giratório de estilingue de liberação rápida e um terminal de baioneta. A arma pesa aproximadamente 3kg.
Todos os modelos incluem um Magpul PMAG padrão de 30 cartuchos na caixa, exceto os rifles ou suas variantes vendidas em estados americanos com limites de capacidade do carregador, onde um carregador de alumínio de apenas 10 cartuchos é incluído.

## Polémica devido a marketing
Após o tiroteio em Boulder de 2021, famílias de cinco das vítimas processaram a Sturm, Ruger & Co. por "comercializar sua pistola AR-556 de uma forma 'imprudente' e 'imoral', que promovia sua capacidade de matar e glorificava atiradores solitários". A Lei de Proteção ao Comércio Legal de Armas de 2005 limita a responsabilidade legal dos fabricantes de armas, no entanto, eles ainda podem ser processados por suas práticas de marketing, o que ocorreu neste caso.

## Links externos
- Site oficial da Ruger